# تپه گبری الویر
تپه گبری الویر مربوط به دوران پیش از تاریخ ایران باستان - دوران‌های تاریخی پس از اسلام است و در شهرستان زرندیه، روستای الویر واقع شده و این اثر در تاریخ ۱۴ مهر ۱۳۵۴ با شمارهٔ ثبت ۱۱۹۰ به‌عنوان یکی از آثار ملی ایران به ثبت رسیده است.